# Amomum kwangsiense
Amomum kwangsiense là một loài thực vật có hoa trong họ Gừng. Loài này được Fang Ding (Phương Đỉnh) và Chen Xiu Xiang mô tả khoa học đầu tiên năm 1978.

## Phân bố
Loài này có ở Quảng Tây, Trung Quốc. Tên gọi trong tiếng Trung là 广西豆蔻 (Quảng Tây đậu khấu), lấy theo địa danh nơi nó được tìm thấy.